# Marija Sachjanowa
Marija Michajłowna Sachjanowa (ros. Мария Михайловна Сахьянова, ur. 5 stycznia 1896 w guberni irkuckiej, zm. w styczniu 1981 w Moskwie) – buriacka działaczka komunistyczna, polityk ZSRR.

## Życiorys
1914 ukończyła szkołę średnią, potem kursy w Piotrogrodzie. Od 1916 w SDPRR(b), aresztowana, 19 marca 1917 amnestionowana, od marca do maja 1917 sekretarz rejonowego komitetu SDPRR(b) w Piotrogrodzie, 1917-1918 w komitecie SDPRR(b) w Irkucku. Od końca 1918 organizatorka struktur partyjnych we Władywostoku i na Dalekim Wschodzie, 1919-1920 sekretarz Dalekowschodniego Komitetu RKP(b), od jesieni 1920 do wiosny 1921 działała w Chinach. Od 1 maja 1921 sekretarz Mongolsko-Tybetańskiej Sekcji Sekretariatu Dalekowschodniego, zajmowała się zagadnieniami polityki międzynarodowej w ramach Kominternu, 1921-1923 studiowała na Komunistycznym Uniwersytecie im. Swierdłowa, od 25 listopada 1924 do 6 grudnia 1928 sekretarz odpowiedzialna Buriacko-Mongolskiego Komitetu Obwodowego RKP(b)/WKP(b). Od 19 grudnia 1927 do 26 stycznia 1934 członkini Centralnej Komisji Kontroli WKP(b), od grudnia 1928 instruktorka KC WKP(b), 1930-1932 studiowała w Instytucie Czerwonej Profesury, 1933-1943 w aparacie KC WKP(b) i w rejonowych komitetach WKP(b) w Moskwie, od 10 lutego 1934 do kwietnia 1939 członkini Komisji Kontroli przy KC WKP(b). Od kwietnia 1936 do stycznia 1938 pełnomocniczka Komisji Kontroli Partyjnej przy KC WKP(b) w Czuwaskiej ASRR, 1943-1949 lektorka Centralnego Domu Kultury Kolejarzy, 1949-1956 pracownik naukowy Instytutu Marksa-Engelsa-Lenina przy KC WKP(b)/KPZR, następnie na emeryturze. 22 marca 1933 odznaczona Orderem Lenina.